# Нью-йоркский потрошитель
«Нью-йоркский потрошитель» — итальянский фильм ужасов 1982 года режиссёра Лучо Фульчи. Премьера фильма состоялась 4 марта 1982 года.

## Сюжет
В Нью-Йорке старик, гуляющий с собакой, обнаруживает труп молодой проститутки. Расследование поручают полицейскому детективу лейтенанту Фреду Уильямсу, который вскоре обнаруживает, что совершённое убийство не единично и всего лишь звено в серии других кровавых убийств. При этом убийца разнообразен в своих методах. Детектив решает поймать злодея, чтобы не допустить дальнейших преступлений.

## Съёмки
Съёмки фильма проводились в течение месяца с апреля по май 1981 года в Нью-Йорке, хотя первоначально планировалось снимать фильм в Бостоне, так как в своё время там орудовал действительный маньяк. Также съёмочная группа подвергалась протестам и вынуждена была противостоять нью-йоркским профсоюзам.

## Художественные особенности
Фильм ознаменовал собой переход режиссёра от тематики зомби к чему-то новому, чем и стала история безумного маньяка убивающего в Нью-Йорке. Фильм отпугнул многих любителей раннего творчества режиссёра за счёт его мрачности, жестокости, обилием сцен насилия и их реалистичности, а также множества сцен «обнажёнки», часто доходящей до грубости. По словам режиссёра, фильм находится на стыке фильмов Альфреда Хичкока и фантастических фильмов с насилием и сексом.
Фильм был запрещён в Великобритании, и по распоряжению главы цензорской комиссии Джеймса Фермана все копии фильма были вывезены из страны.
Первоначально главную роль планировалось отдать Кэтрионе Маккол.

## В ролях
- Джек Хедли — Фред Уилльямс
- Антонелла Интерленги — Фэй
- Ховард Росс — Микки
- Александра Делли Колли — Джейн

## Критика
Эрик Хендерсон из Slant Magazine назвал фильм «кислым и бессмысленным», добавив, что в нем «используются все необходимые ингредиенты, но от них не удается добиться авторитетного достоинства, которого можно ожидать от более изысканных нью-йоркских вомиториумов».
Мейтленд МакДонах из TV Guide дал фильму 1 звезду из 4, написав: «Фульчи чередует непристойные сексуальные сцены с наглядными и глубоко женоненавистническими убийствами, наполняет сюжет бессмысленными поворотами, а затем завершает все это с нелепым психологическим размахом».
Роберт Фиршинг из AllMovie утверждал, что в фильме Фульчи «потворствует наименьшему общему знаменателю, как никогда раньше в своей карьере». Он добавил, что «этой вопиющей игрой Фульчи показал больной толпе слэшеров, что дни хорошо продуманного, стильного итальянского ужаса прошли, их заменили самым жестоким видом сексуального насилия и извращений».